# Lawrence L. Lynch
Lawrence L. Lynch (1853-1914) era el seudónimo masculino de Emma Murdock Van Deventer, autora estadounidense de novelas policiales.
Emma Murdock Van Deventer (abreviado a veces EMVD) escribió numerosas novelas de detectives bajo el seudónimo Lawrence L. Lynch entre 1870 y 1912. Ella eligió usar un nombre masculino para escribir historias durante una época en la que los hombres eran mejor recibidos por los editores y los lectores si creían que quien escribía era un hombre. La mayor parte de su obra fue publicada tanto en Estados Unidos como en el Reino Unido. Por su obra en la que aparecen los detectives Francis Ferrars (Shadowed by Three, The Last Stroke, The Lost Witness, ...), y Lionel Payne (Madeline Payne, the Detective's Daughter), en 1906 la prensa estadounidense la llamó "la Conan Doyle norteamericana", como se acostumbraba a hacer con los mejores escritores de policiales de la época.
Emma Murdock nació en Oswego, Illinois el 16 de enero de 1853, hija de Charles y Emily Murdock. Contrajo matrimonio con el doctor A. E. Van Deventer el 12 de julio de 1887, y continuó escribiendo hasta que su salud le obligó a cesar en su actividad, en 1912. La señora Van Deventer murió en mayo de 1914. Sufrió dos ataques cardíacos; se recuperó del primero mas no del segundo. Emma Murdock Van Deventer fue sepultada en el cementerio de Riverside, en Illinois.

## Trabajo literario
- "Shadowed by Three" (1879)
- "The Diamond Coterie" (1884)
- "Madeline Payne, the Detective's Daughter" (1884)
- "Dangerous Ground; or, The Rival Detectives" (1885)
- "Out of a Labyrinth" (1885)
- "A Mountain Mystery; or, The Outlaws of the Rockies" (1886)
- "The Lost Witness; or, The Mystery of Leah Paget" (1890)
- "Moina; or, Against the Mighty" (1891), ("Moina o contra el poder", traducida al castellano como La hija del terrorista)
- "A Slender Clue; or, The Mystery of Mardi Gras" (1891)
- "A Dead Man's Step" (1893)
- "Against Odds" (1894)
- "No Proof" (1895)
- "The Last Stroke" (1896)
- "The Unseen Hand" (1898)
- "High Stakes" (1899)
- "Under Fate's Wheel" (1901)
- "The Woman Who Dared" (1902)
- "The Danger Line" (1903)
- "A Woman's Tragedy; or, The Detective's Task" (1904)
- "The Doverfields' Diamonds" (1906)
- "Man and Master" (1908)
- "A Sealed Verdict" (1910)
- "A Blind Lead" (1912)